# Ганкевич, Павел Леонтьевич
Павел Леонтьевич Ганкевич (1794 — август 1870, с. Мокрое, Тульская губерния) — русский военачальник, генерал-майор.

## Биография
Родился в 1794 году в семье дворян Витебской губернии, православного вероисповедания.
Воспитывался в дворянском полку, откуда выпущен 30 декабря 1812 года прапорщиком с назначением в резервный батальон лейб-гвардии Преображенского полка. Затем был переведён в гренадерский полк графа Аракчеева (12.06.1813).
За отличие в боях произведён в подпоручики (26 сентября 1813) и в поручики (18 мая 1814).
Участвовал в сражениях при Дрездене, под Кульмом, под Лейпцигом, а также в других боях и кампаниях 1813—1814 годов. При штурме Парижа ранен пулею в левую ногу навылет.
Осенью 1838 года был отчислен от армии в отпуск «для излечения болезни» и согласно поданному 7 июня 1840 года прошению — уволен в отставку генерал-майором «с мундиром и пенсией в размере полного жалования по 515 рублей серебром в год».
Был женат на Екатерине Ивановне Угрюмовой (по другим данным — Угримовой, ум. 13 янв.1867 г, с. Мокрое Белёвского уезда Тульской губернии), дочери надворного советника. Своего недвижимого имущества генерал в отставке не имел, а вот у его жены было 250 крепостных крестьян в Козельском уезде Калужской губернии, в Тульской губернии в Белёвском уезде жена владела сельцом Коровенки (Коровьи хвосты) близ села Мокрое, перешедшее после её смерти по наследству её брату, и частью сельца Дворяниново Алексинского уезда Тульской губернии.
Супруги Ганкевичи похоронены на старом сельском кладбище близ разрушенной церкви в центре села Мокрое Белевского уезда Тульской губернии. Могильные памятники на месте захоронения присутствуют, надписи читаются.

## Награды
- Награждён орденом Св. Георгия 4-й степени (№ 6702; 3 декабря 1842).
- Также награждён другими орденами Российской империи, среди которых орден Св. Анны 4-й степени (1814).